# Голодные игры: Рассвет жатвы
«Голодные игры: Рассвет жатвы» (англ. The Hunger Games: Sunrise on the Reaping) — будущий американский боевик-антиутопия режиссёра Фрэнсиса Лоуренса по сценарию Билли Рэя, основанному на романе Сьюзен Коллинз «Рассвет жатвы». Сиквел фильма «Голодные игры: Баллада о змеях и певчих птицах» и шестой фильм в серии «Голодные игры». Главные роли исполнят Джозеф Зада, Джесси Племонс, Маккенна Грейс и Уитни Пик. Премьера запланирована на 20 ноября 2026 года.

## Сюжет
В фильме будет рассказано о молодых годах Хеймитча Эбернети и 50-х Голодных играх, в которых он победил.

## В ролях
- Джозеф Зада — Хеймитч Эбернети
- Уитни Пик — Ленор Дав Бэйрд
- Джесси Племонс — Плутарх Хевенсби
- Маккенна Грейс — Мэйсили Доннер
- Майя Хоук — Вайресс
- Келвин Харрисон (младший)[англ.] — Бити
- Лили Тейлор — Мэгз
- Бен Ван — Уайатт
- Рэйф Файнс — Кориолан Сноу[3]
- Эль Фэннинг — Эффи Тринкет[4]
- Киран Калкин — Цезарь Фликерман[5]
- Гленн Клоуз  — Друзилла Сикл[6]

## Производство
Режиссёром фильма выступит Фрэнсис Лоуренс, снявший четыре предыдущих фильма франшизы. Сценарий написал Билли Рэй, работавший над первым фильмом серии. Съёмки картины начнутся летом 2025 года.

## Премьера
Премьера фильма состоится 20 ноября 2026 года. Прокатом в Северной Америке и Великобритании займётся компания Lionsgate.